# Mulartshütte
Mulartshütte ist ein Ort in der Eifel in Nordrhein-Westfalen am Schnittpunkt der Landesstraßen 12 und 238. Er hat etwa 300 Bewohner und ist seit 1969 ein Ortsteil der Gemeinde Roetgen in der Städteregion Aachen im Regierungsbezirk Köln.
Aus allen vier Himmelsrichtungen über die Landesstraßen gesehen liegt der Ort in einer Senke, woraus sich die Bezeichnung „Dorf im Loch“ ergibt. Nachbarorte sind der Roetgener Ortsteil Rott sowie Venwegen, Zweifall und Lammersdorf.

## Gewässer
Am nördlichen Ortsrand fließt die Vicht vorbei, an deren Verlauf nordöstlich von Mulartshütte das Bad „Mückenloch“ liegt. Das Quellgebiet des Rommerichsief befindet sich zwischen dem Forsthaus Mulartshütte und der Siedlung Romerich (in anderer Schreibung auch Rommerich). Dieser Bach folgt ungefähr dem Verlauf der Hahner Straße zur Dorfmitte und mündet nördlich davon in den Vichtbach.
Beim Hochwasser in West- und Mitteleuropa 2021 zerstörte ein in dieser Höhe noch nie verzeichnetes Hochwasser, welches auch in vielen Teilen von Nordrhein-Westfalen und Rheinland-Pfalz für starke Überschwemmungen sorgte, unter anderem die Brücke der L 12 nach Venwegen. Viele Häuser im Bereich der Vicht waren anschließend unbewohnbar und mussten wieder saniert werden.

## Geschichte

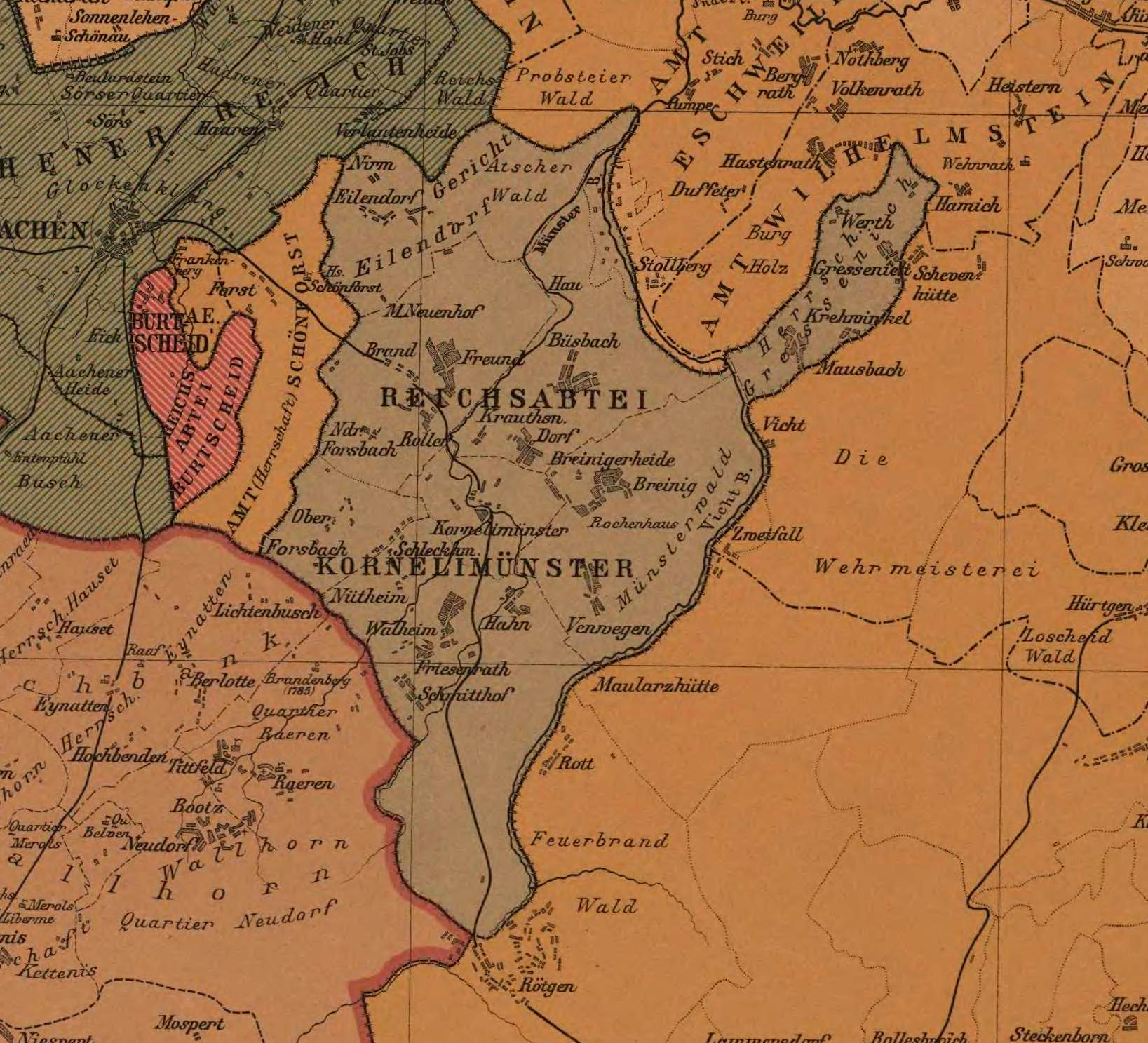
„Maularzhütte“ am Rande des Gebietes der Reichsabtei Kornelimünster (Inda) auf einer Karte von 1789 (nach Wilhelm Fabricius)

Mulartshütte geht auf eine 1504 erwähnte Eisenhütte gleichen Namens zurück. Eisenverhüttung in der Gegend hatte es bereits in der Antike gegeben, wenn auch aus dieser Zeit keine Besiedlung dokumentiert ist. Voraussetzung für die mittelalterliche Eisenverhüttung waren die Erbrechte am Vichtbach (bereits 1430 in einer Urkunde geregelt), dessen Wasserkraft dafür benötigt wurde. Damit ist Mulartshütte der älteste Teil der heutigen Gemeinde Roetgen.
Nach Beschäftigung im Tuchmachergewerbe während des 18. Jahrhunderts war im 19. Jahrhundert die Landwirtschaft Lebensbasis der meisten Mulartshütter Einwohner, worauf typische Baumerkmale der Häuser hinweisen.
Mulartshütte gehörte zur Gemeinde Zweifall, die sich 1969 freiwillig mit den Gemeinden Roetgen und Rott zusammenschloss. Diese Gemeinden gehörten seit 1816 zum Kreis Monschau im Regierungsbezirk Aachen. Am 1. Januar 1972 wurde der Kreis Monschau aufgelöst. Zweifall wurde zum selben Zeitpunkt aus der Gemeinde Roetgen aus- und in die Stadt Stolberg (Rhld.) eingegliedert.

## Sehenswertes

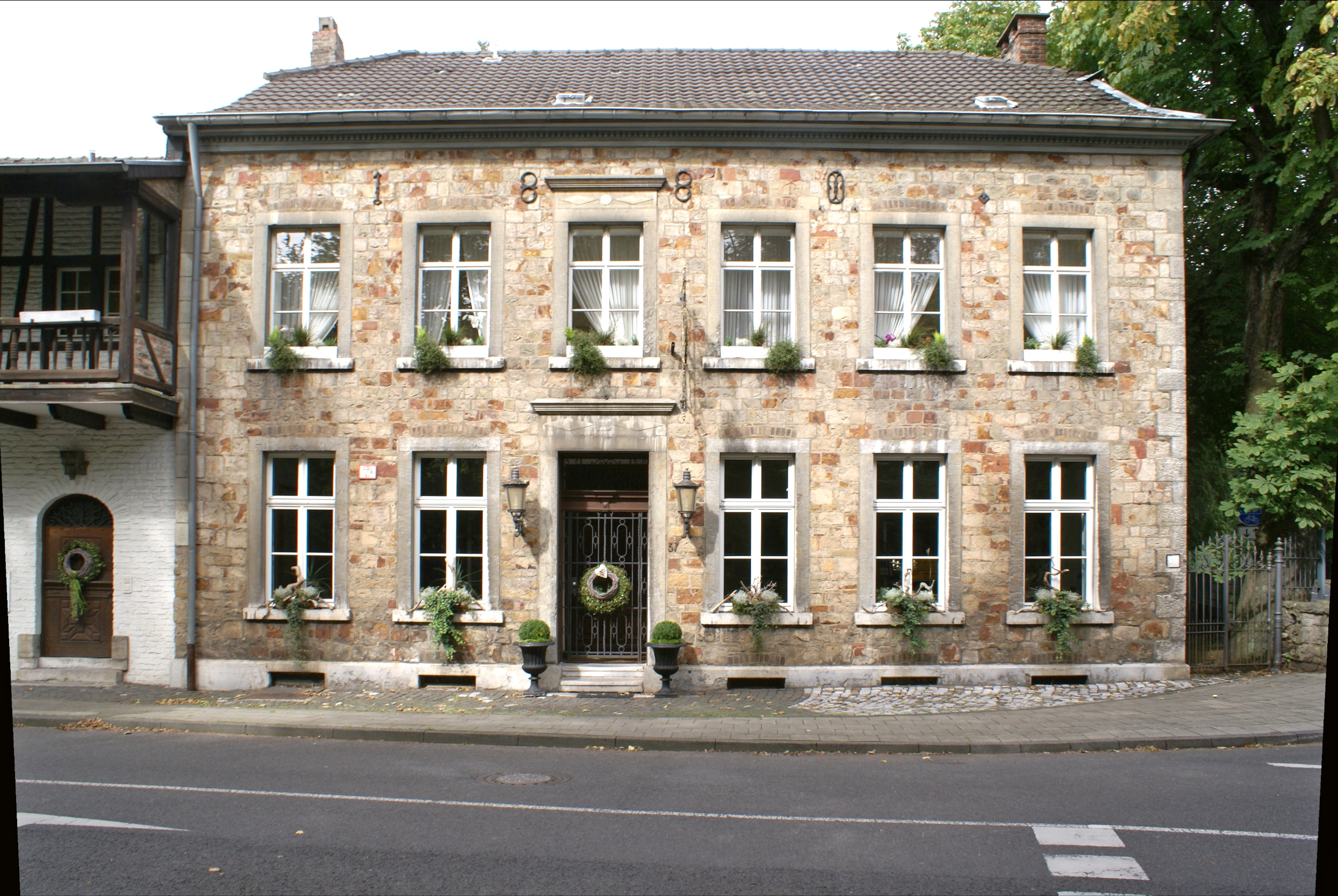
Bruchsteinhäuser prägen das Ortsbild

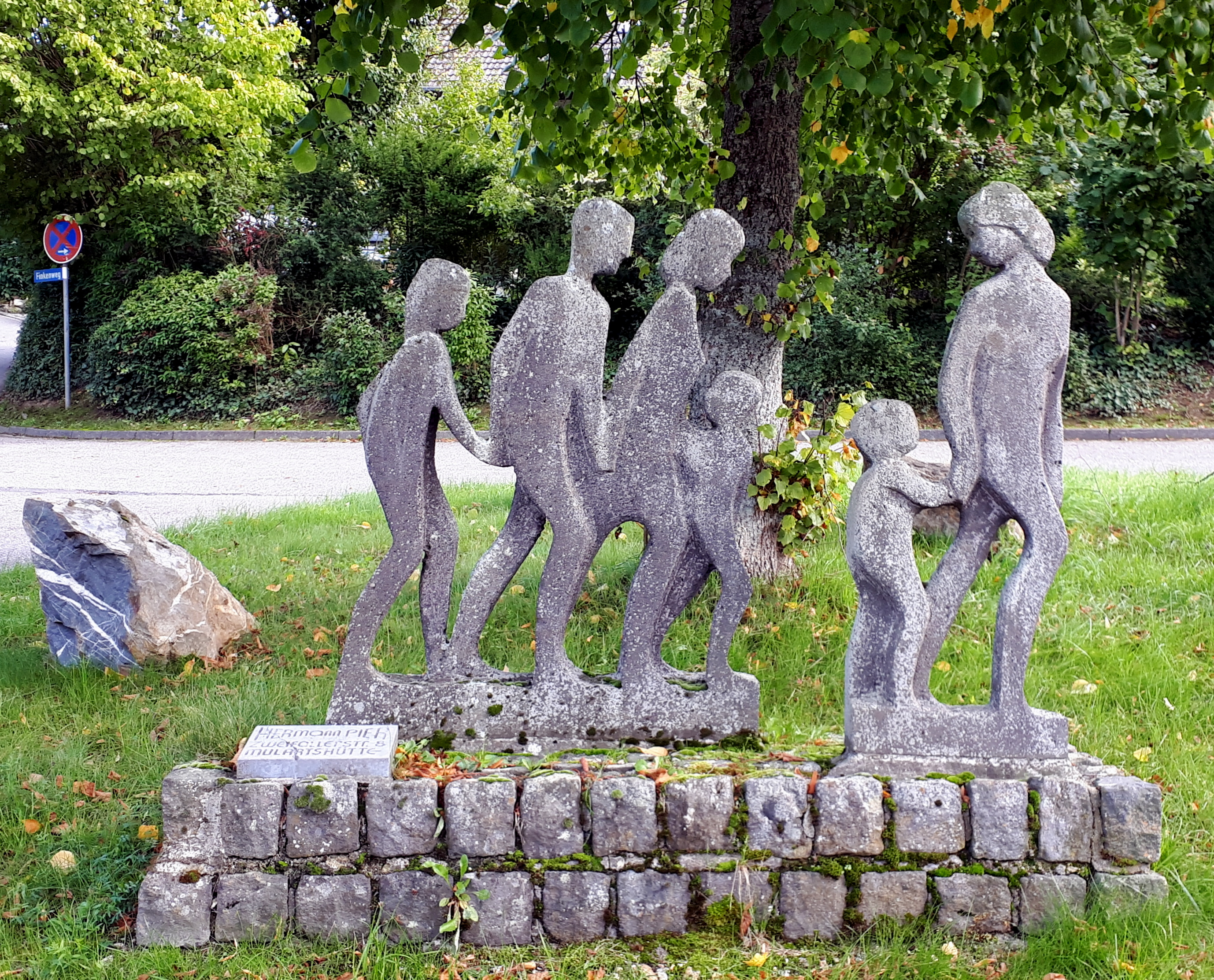
Skulptur Wandergruppe von Hermann Pier an der Schnackebuschstraße

Typisch für Mulartshütte sind die zahlreichen Bruchstein- und Fachwerkhäuser aus dem 17., 18. und 19. Jahrhundert insbesondere in der Zweifaller Straße.
Das architektonisch auffälligste Gebäude ist das heutige Gasthaus Altes Jägerhaus, ein schönes barockes Großfachwerkhaus aus der Eifeler Tuchmacherzeit (datiert nach Wappen 1709, nach Türkeilstein 1763). Es ist dreigeschossig mit einem Sockelgeschoss in Bruchstein, zwei Fachwerkgeschossen und einem Mansarddach aus Schiefer.
Sehenswert ist dort am Dorfplatz außerdem die alte Nagelschmiede mit einer ortsbildprägenden Giebelfront, ein Überbleibsel der früher in Mulartshütte ansässigen Eisenindustrie. Dort befinden sich Dokumente zur Geschichte des Eisenwerks in Mulartshütte und eine Mineraliensammlung aus der Nordeifel.
Von touristischem Interesse sind ferner der große Campingplatz am Vichtbach und der „Geologische Lehr- und Wanderpfad“, der erdgeschichtliche und bergbaugeschichtliche Zeugnisse der Eisenindustrie in der Gemeinde Roetgen zeigt. Mulartshütte liegt zudem auf dem Europäischen Fernwanderweg E8.
Der 1983 gegründete „Bürgerverein Mulartshütte“ nutzt das Bürgerhaus als Vereinslokal.
In Mulartshütte betreibt der Künstler Hermann Pier ein Atelier, dessen Werke im Großraum Aachen und Monschau zu finden und einzelne Exemplare auch im Ort aufgestellt sind.

## Verkehr
Mulartshütte wird von der AVV-Linie 46 der ASEAG bedient. Diese verbindet den Ort mit Roetgen und Aachen. Zudem fährt der NetLiner der ASEAG. Zusätzlich verkehren an Schultagen einzelne Fahrten der Linie SB63.
| Linie            | Verlauf |
| ---------------- | --- |
| 46               | Aachen Bushof – Bf Rothe Erde – Tierpark – Forster Linde – Lintert – Hitfeld – Oberforstbach – Schleckheim – Nütheim – Walheim – Hahn – Venwegen Abzweigung – Breinig Entengasse –Mulartshütte – Rott – Dreilägerbachtalsperre – Roetgen Post |
| SB63             | Schnellbus: Aachen Bushof – Elisenbrunnen – Misereor – Aachen Hbf – Marienhospital – Burtscheid – Oberforstbach Gewerbegebiet – (Rott –) Roetgen – Lammersdorf – (Paustenbach – Bickerath) / (Rollesbroich – Strauch Am Roßbach –) Simmerath  |
| NetLiner Roetgen | NetLiner: Fährt 30 min. nach der Buchung. Fährt Mo–Fr von 8–11:30 Uhr und von 15–20 Uhr. Bedient: Roetgen, Rott und Mulartshütte |